# Boliviana de Aviación

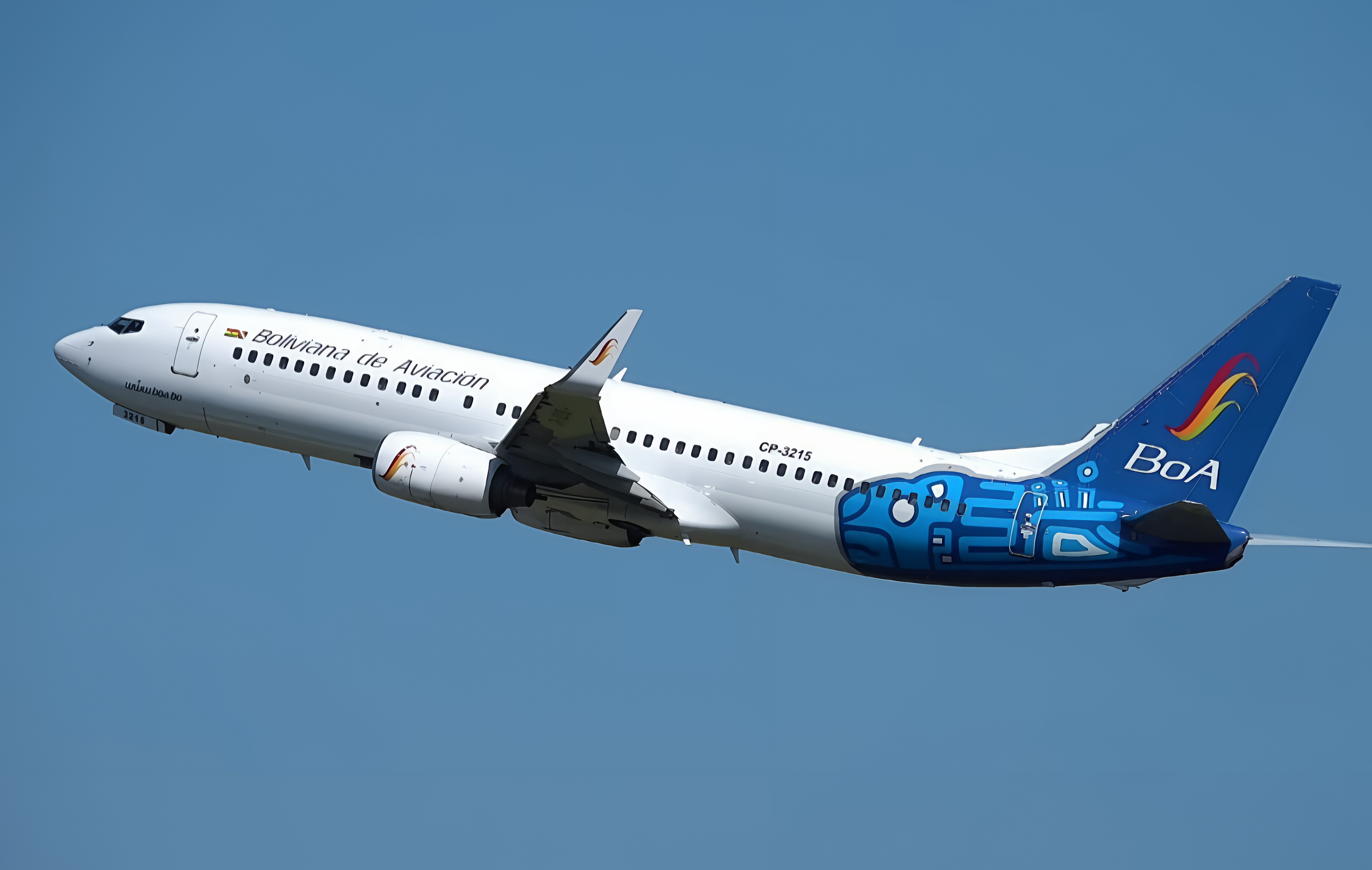
Boeing 737-800 авиакомпании Boliviana de Aviación (2024 год)

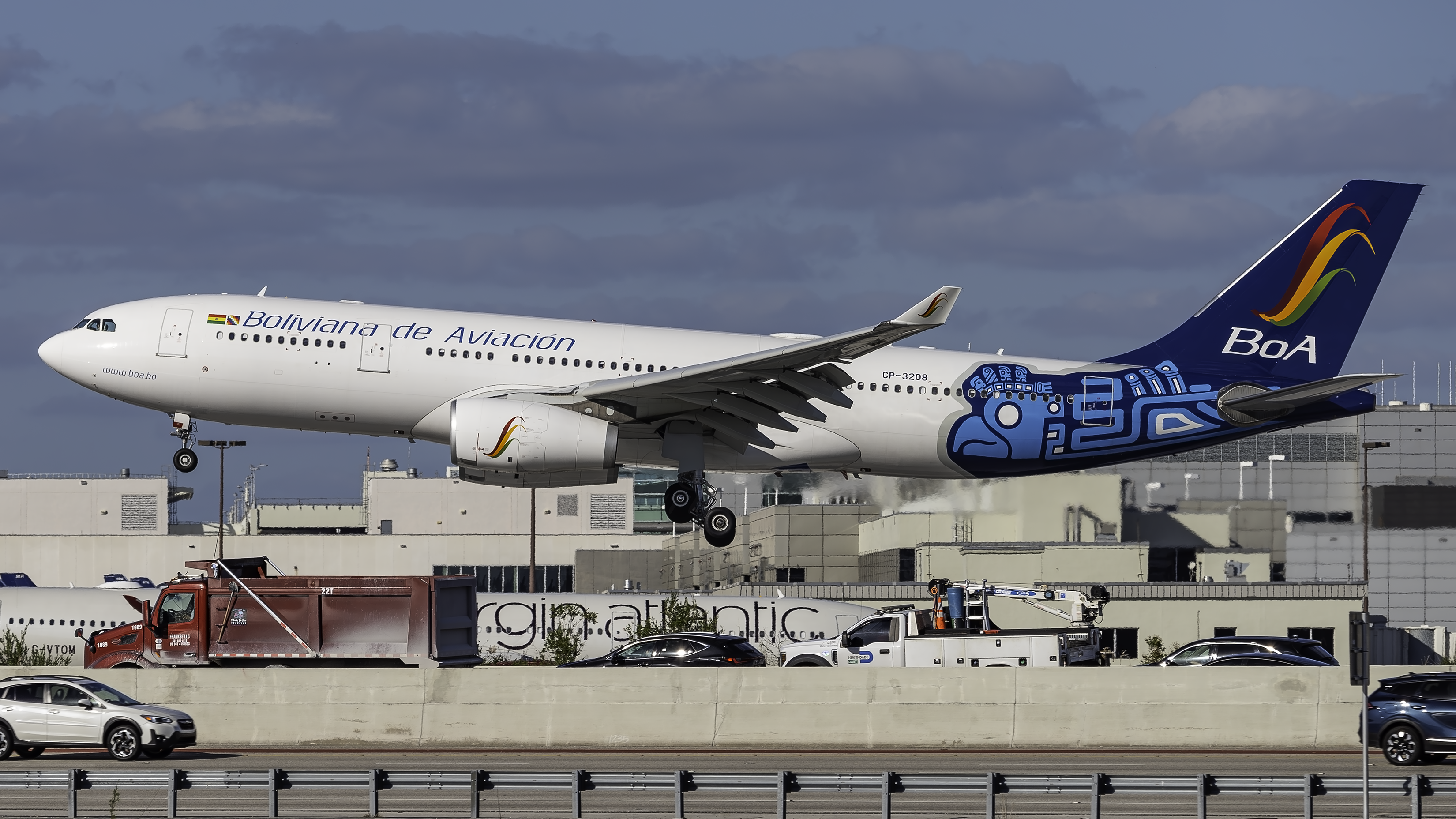
Airbus A330-200 авиакомпании Boliviana de Aviación (2023 год)

Empresa Pública Nacional Estratégica Boliviana de Aviación, более известная под брендом Boliviana de Aviación — национальная авиакомпания Боливии, принадлежащая правительству страны. Была основана в 2007 году и начала деятельность в 2009. Штаб-квартира авиакомпании находится в Кочабамбе, а главный хаб — в международном аэропорту имени Хорхе Вильстермана, хотя большинство международных рейсов, включая рейсы в Мадрид и Майами, выполняются из Виру-Виру и Санта-Круса-де-ла-Сьерра. Boliviana de Aviación в настоящее время выполняет рейсы в 5 стран и является крупнейшей авиакомпанией Боливии по размеру парка и количеству перевезённых пассажиров.
Авиапарк Boliviana de Aviación ранее состоял полностью из самолётов Boeing (Boeing 737 и Boeing 767), но позже авиакомпания заказала два региональных самолета Bombardier CRJ200, чтобы начать выполнение региональных рейсов. Авиакомпания переживает значительное расширение флота, обновляя свой парк самолётов Boeing 737 Classic на более новые самолёты Boeing 737 Next Generation и планирует организовать рейсы в Латинскую Америку и Карибский бассейн.
В ноябре 2014 года Boliviana de Aviación стала полноправным членом Международной ассоциации воздушного транспорта.

## История
Boliviana de Aviación была создана Верховным указом № 29318 от 24 октября 2007 года в качестве Стратегического Национального государственного предприятия по приказу Министерства общественных работ и Министерства услуг и жилищного строительства. Это подтверждается Верховным указом № 29482 от 19 марта 2008 года. Основная цель авиакомпании состоит в том, чтобы предоставить государству прямой механизм реализации авиационной политики и демократизации воздушного транспорта в Боливии.
Президент заявил, что авиакомпания была создана для обслуживания страны после банкротства бывшей национальной авиакомпании Боливии Lloyd Aéreo Boliviano, в результате которого сотни сотрудников остались безработными. Первый рейс Boliviana de Aviación из Ла-Паса в Санта-Крус-де-ла-Сьерра был совершён 29 марта 2009 года. В 2010 году Boliviana de Aviación стала единственной авиакомпанией в Боливии, которая выполняла международные рейсы за пределами Латинской Америки после прекращения деятельности AeroSur.

## Флот

### Нынешний флот
Флот авиакомпании по данным на февраль 2022 года:
| Тип               | Эксплуатируется | Заказано | Примечания |
| ----------------- | --------------- | -------- | ---------- |
| Boeing 737-300    | 7               | —        |            |
| Boeing 737-700    | 4               | —        |            |
| Boeing 737-800    | 4               | —        |            |
| Boeing 767-300ER  | 4               | —        |            |
| Bombardier CRJ200 | 2               | —        |            |

### Бывший флот
Типы лайнеров, выведенные из эксплуатации:
| Тип              | Количество | Год ввода | Год вывода | Примечания                            |
| ---------------- | ---------- | --------- | ---------- | ------------------------------------- |
| Airbus A330-200  | 1          | 2012      | 2013       | Лизингодатель: Hi Fly                 |
| Boeing 737-500   | 1          | 2013      | 2015       |                                       |
| Boeing 767-200ER | 1          | 2013      | 2014       | Лизингодатель: Omni Air International |